# Cuneiforme elamico

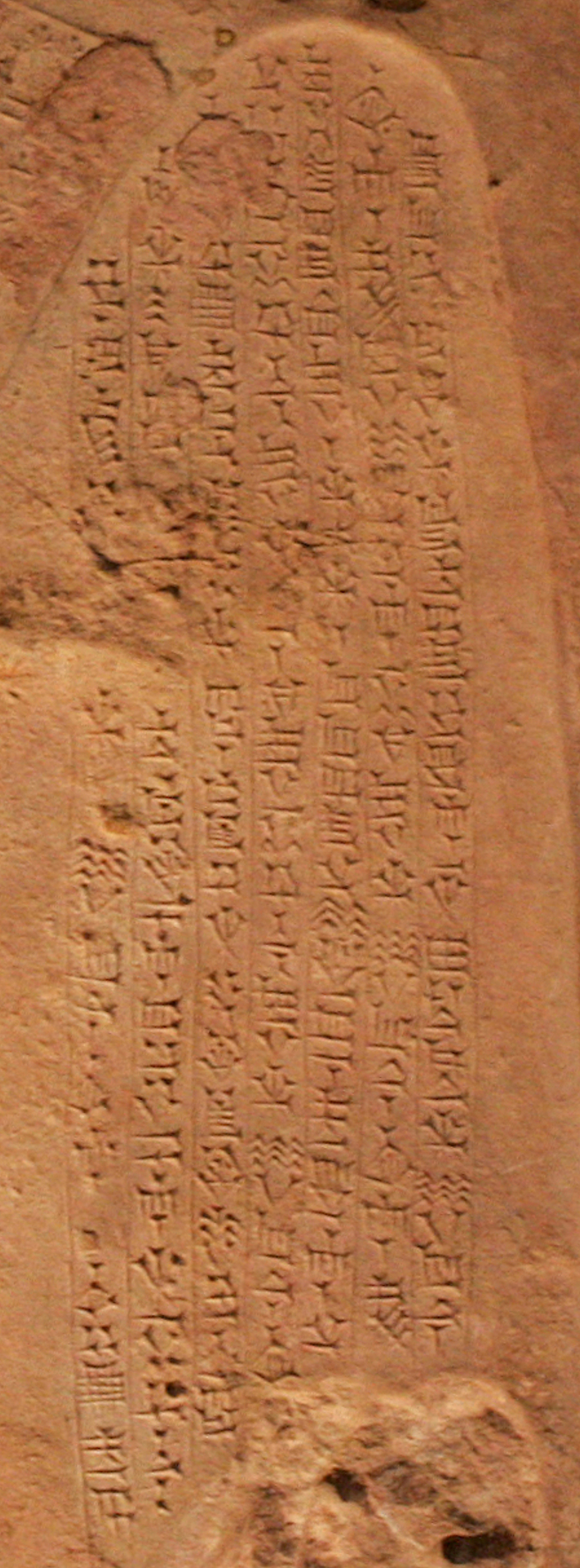
Iscrizione in cuneiforme elamico di Shutruk-Nakhunte I sulla Stele di Naram-Sin

Il cuneiforme elamico è un antico sistema di scrittura utilizzato per la lingua elamica. Il corpus completo della scrittura elamica cuneiforme consiste di c. 20.000 tavolette e frammenti. La maggior parte appartiene all'epoca achemenide e contiene principalmente documenti economici.

## Storia e decifrazione
La lingua elamica (da c. 3000 a.C. a 400 a.C.) è una lingua ormai estinta parlata dagli Elamiti, che abitavano le regioni del Khuzistān e Fārs nel sud dell'Iran È stata a lungo un enigma per gli studiosi a causa della scarsità di risorse per la sua ricerca e per le irregolarità riscontrate nella lingua. Sembra non abbia avuto relazioni con le vicine lingue semitiche e indoeuropee. Gli studiosi discutono accanitamente su diverse ipotesi sulla sua origine, ma non hanno una teoria definita. 
Il cuneiforme elamico si trova in due varianti, la prima derivata dalla lingua accadica, venne usata durante il III e II millennio a.C., mentre una forma semplificata apparve nel I millennio a.C. La principale differenza tra le due varianti è la riduzione dei glifi utilizzati nella versione semplificata. A un certo punto, c'erano solo circa 130 segni cuneiformi in uso, mentre nel corso della sua storia ne vennero utilizzati 206.
Il primo testo in cuneiforme elamico è un trattato tra Accadi ed Elamiti che risale al 2200 a.C. Tuttavia alcuni ritengono che possa essere stato in uso sin dal 2500 a.C. Le tavolette sono mal conservate, quindi si possono leggere solo parti limitate, ma si capisce che il testo è un trattato tra il re degli Accadi, Nāramsîn, e il sovrano elamico Hita. Riferimenti frequenti come "L'amico di Nāramsîn è mio amico, il nemico di Nāramsîn è il mio nemico" inducono a pensare che si trattasse di un accordo.
Le più famose e quelle che alla fine portarono alla sua decifrazione sono le scritture elamiche trovate nelle iscrizioni trilingue dei monumenti commissionati dai re persiani Achemenidi Le iscrizioni, simili a quelle della stele di Rosetta, erano scritte in tre differenti sistemi di scrittura. Il primo era in antico persiano, decifrato nel 1802 da Georg Friedrich Grotefend. Il secondo, lingua babilonese cuneiforme, venne decifrato poco dopo il testo in antico persiano. Poiché la lingua elamica era diversa dalle sue vicine lingue semitiche, la decifrazione della terza scrittura venne posticipata fino al 1840. Ancora oggi, la mancanza di fonti e materiali comparativi ostacola ulteriori ricerche sul sistema di scrittura elamico.